# USS Semmes (DD-189)
USS Semmes (DD-189/AG-24) là một tàu khu trục lớp Clemson được Hải quân Hoa Kỳ chế tạo vào cuối Chiến tranh Thế giới thứ nhất. Nó từng được chuyển cho lực lượng Tuần duyên Hoa Kỳ dưới tên gọi USCGD Semmes (CG-20) vào năm 1932, được hoàn trả cho Hải quân vào năm 1934 và tiếp tục phục vụ trong Chiến tranh Thế giới thứ Hai. Nó là chiếc tàu chiến đầu tiên của Hải quân Hoa Kỳ được đặt tên theo Chuẩn đô đốc/Thiếu tướng Raphael Semmes (1809–1877).

## Thiết kế và chế tạo
Semmes được đặt lườn vào ngày 10 tháng 6 năm 1918 tại xưởng tàu của hãng Newport News Shipbuilding & Dry Dock Company ở Newport News, Virginia. Nó được hạ thủy vào ngày 21 tháng 12 năm 1918, được đỡ đầu bởi bà John H. Watkins, cháu Chuẩn đô đốc Raphael Semmes; và đưa ra hoạt động vào ngày 21 tháng 2 năm 1920 dưới quyền chỉ huy của Hạm trưởng, Trung tá Hải quân H.H. Norton.

## Lịch sử hoạt động
Vài tháng sau khi hoàn tất chạy thử máy, từ ngày 6 đến ngày 9 tháng 10, Semmes là con tàu đầu tiên được dẫn đường bằng Cáp hoa tiêu kênh Ambrose. Nó tham gia các cuộc thực tập dọc theo bờ biển Đông Bắc cho đến tháng 1 năm 1921, khi nó lên đường đi về phía Nam cho đợt cơ động hạm đội mùa Đông tại vùng biển Caribe. Từ đây, nó băng qua kênh đào Panama để đi dọc theo bờ phía Tây của Nam Mỹ và quay trở lại vùng Caribe vào cuối tháng 2 để thực hành ngoài khơi vịnh Guatánamo, Cuba. Đến cuối tháng 4, nó chuyển sang hoạt động từ Norfolk, Virginia. Chiếc tàu khu trục được lệnh đi đến Xưởng hải quân Philadelphia vào ngày 12 tháng 4 năm 1922, nơi nó được cho xuất biên chế vào ngày 17 tháng 7 năm 1922.
Được cho hoạt động trở lại mười năm sau đó, Semmes được chuyển cho lực lượng Tuần duyên Hoa Kỳ để phục vụ trong việc tuần tra chống buôn lậu rượu. Được nhập biên chế cho hoạt động này như là chiếc USCGD Semmes (CG-20) vào ngày 25 tháng 4 năm 1932, nó được tân trang tại Boston, Massachusetts rồi đặt căn cứ tại New London, Connecticut nơi nó bắt đầu hoạt động từ ngày 25 tháng 9, cho đến khi được biệt phái sang hoạt động cùng Hải quân trong hai tháng vào ngày 7 tháng 9 năm 1933. Đến ngày 10 tháng 11, nó quay trở lại New London tiếp nối các hoạt động tuần duyên. Nó được hoàn trả cho Hải quân vào ngày 20 tháng 4 năm 1934 và được nhập biên chế như một tàu thử nghiệm nhằm tuân thủ việc giới hạn chạy đua vũ trang hải quân do Hiệp ước Hải quân London quy định.
Cho dù chỉ được chính thức xếp lại lớp như một tàu phụ trợ với ký hiệu lườn AG-24 vào ngày 1 tháng 7 năm 1935, Semmes được phân về Đội thử nghiệm 1, và cùng các tàu ngầm được phối thuộc thử nghiệm đánh giá các thiết bị dò âm dưới nước cho đến đầu những năm 1940. Vào tháng 5 năm 1939 nó tham gia các nỗ lực cứu hộ chiếc tàu ngầm USS Squalus (SS-192). Sau khi Hoa Kỳ chính thức tham gia Chiến tranh Thế giới thứ hai, nó được bổ sung thêm nhiệm vụ huấn luyện tại Trường hải âm Key West cũng như hộ tống và tuần tra chống tàu ngầm.
Tại Key West từ ngày 16 tháng 3 đến ngày 16 tháng 4 năm 1942, Semmes thực hiện công việc tuần tra và hộ tống ngoài khơi khu vực giữa Đại Tây Dương. Sáng ngày 6 tháng 5, đang khi tuần tra ngoài khơi mũi Lookout, North Carolina, nó va chạm với chiếc tàu đánh cá vũ trang Anh Senateur Duhamel khiến chiếc tàu Anh bị đắm. Sau khi cứu giúp những người sống sót, nó đi vào Morehead, North Carolina để sửa chữa tạm thời. Việc sửa chữa triệt để được hoàn tất tại Norfolk vào ngày 3 tháng 6, và Semmes tiếp nối hoạt động thử nghiệm đánh giá, tuần tra và hộ tống cho đến khi chiến tranh kết thúc tại Châu Âu. Nó quay trở lại vai trò ban đầu trong việc thử nghiệm thiết bị mới, tiến hành các trắc nghiệm cho Phòng thí nghiệm Thủy âm tại New Lonodon như một đơn vị của đội chống tàu ngầm thuộc Lực lượng Phát triển Chiến thuật. Các hoạt động khác bao gồm cung ứng việc huấn luyện cho Trường Tàu ngầm và Trường Sonar Hạm đội.
Đến ngày 21 tháng 5 năm 1946, Semmes đi vào Xưởng hải quân Philadelphia để được cho ngừng hoạt động. Xuất biên chế vào ngày 2 tháng 6 năm 1946, tên nó được cho rút khỏi danh sách Đăng bạ Hải quân vào ngày 3 tháng 7 năm 1946, và lườn tàu được bán cho hãng Northern Metals Corporation ở Philadelphia, Pennsylvania vào ngày 25 tháng 11 năm 1946 để tháo dỡ. Công việc được thực hiện trong năm tiếp theo.

## Phần thưởng
Semmes được tặng thưởng năm Ngôi sao Chiến trận do thành tích phục vụ trong Chiến tranh Thế giới thứ hai.